# Fukuoka

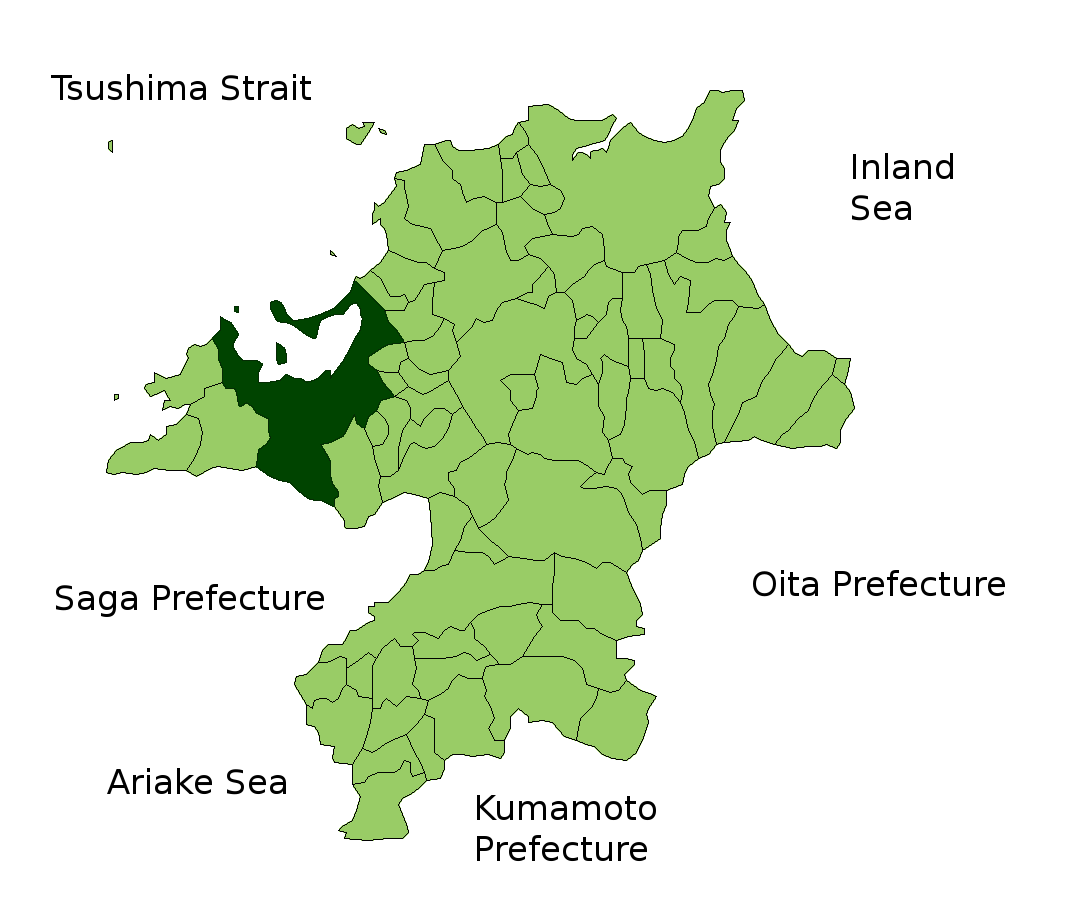
Mapa města Fukuoka

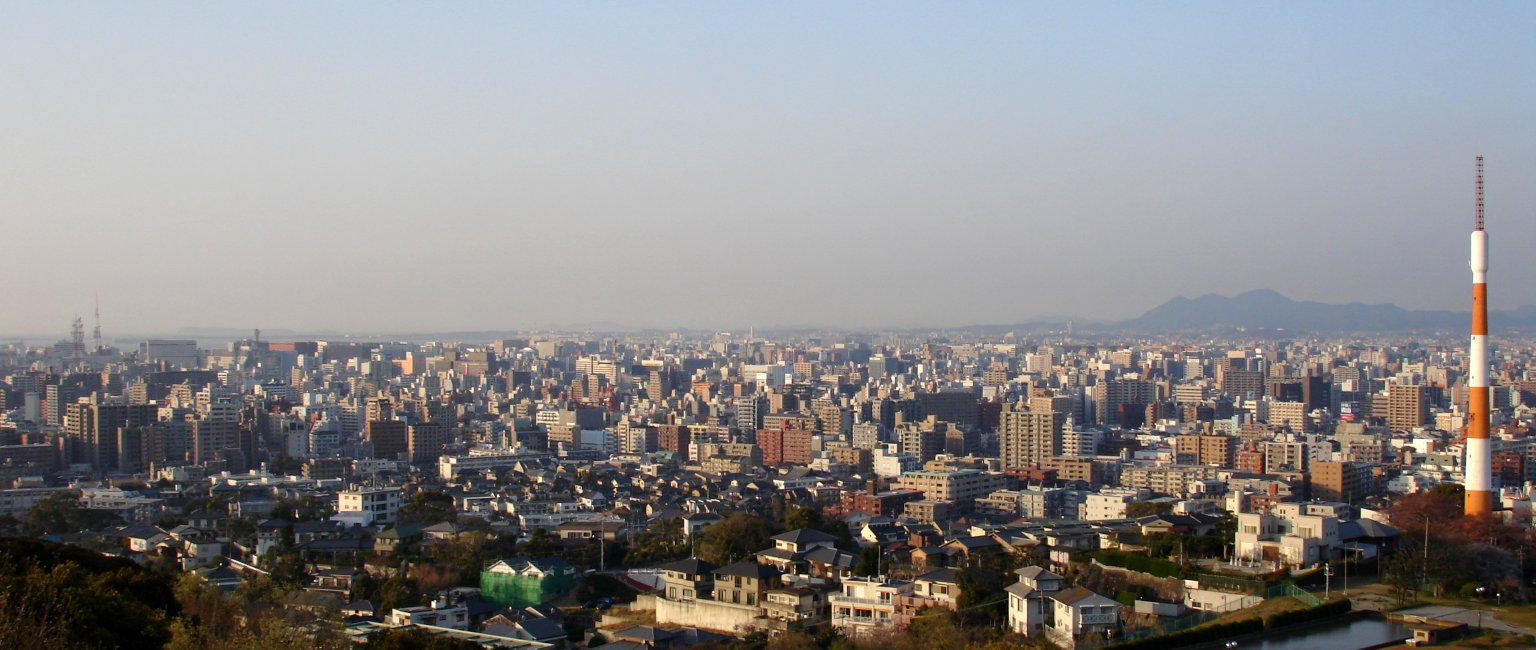
Pohled na centrum Fukuoky

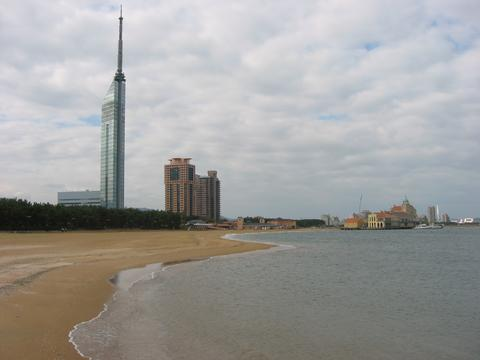
Fukuoka Tower

Fukuoka (japonsky 福岡市; Fukuoka-ši) je hlavní město japonské prefektury Fukuoka. Je to největší město na ostrově Kjúšú a sídlí zde Kjúšúská univerzita. Ve městě žije přibližně 1,60 milionu obyvatel.

## Městské čtvrti
Fukuoka se skládá ze sedmi čtvrtí (ku):
| Čtvrť              | Počet obyvatel (2004) | Rozloha (km²) | Hustota osídlení (na km²) |
| ------------------ | --------------------- | ------------- | ------------------------- |
| Higaši-ku (東区)   | 275 652               | 66,68         | 4 134                     |
| Hakata-ku (博多区) | 190 178               | 31,47         | 6 043                     |
| Čúó-ku (中央区)    | 163 975               | 15,16         | 10 816                    |
| Minami-ku (南区)   | 247 913               | 30,98         | 8 002                     |
| Džónan-ku (城南区) | 127 952               | 16,02         | 7 987                     |
| Sawara-ku (早良区) | 207 851               | 95,88         | 2 168                     |
| Niši-ku (西区)     | 177 625               | 83,81         | 2 119                     |

## Obyvatelstvo
Ve městě žije přibližně 1,60 milionu obyvatel, rozloha města činí 340,60 km², hustota osídlení se pohybuje kolem 4700 ob./km². S průměrným věkem 38,6 let je Fukuoka druhým „nejmladším“ (velkým) městem v Japonsku a s růstem populace o 4,4% (v roce 2000) také druhým nejrychleji se rozrůstajícím městem.

## Historie
Ve 13. století se v zátoce Hakata, která je dnes součástí Fukuoky, dvakrát vylodila mongolská vojska, jež se pokoušela o invazi do Japonska. Dodnes jsou vidět zbytky opevnění, která tu Japonci tehdy postavili.
Moderní město Fukuoka bylo založeno 1. dubna 1889, kdy se sloučila města Hakata a Fukuoka.
V současnosti je Fukuoka v Japonsku známá jako rodiště značného množství úspěšných hudebníků a zpěváků.

## Partnerská města
- Oakland, Spojené státy americké
- Kanton, Čína
- Bordeaux, Francie
- Auckland, Nový Zéland
- Ipoh, Malajsie
- Pusan, Jižní Korea
- Atlanta, Spojené státy americké
- Recife, Brazílie
- Rangún, Myanmar